# 고촌 (교토부)
고촌(일본어: 郷村)은 일본 교토부 다케노군에 설치되었던 촌이다. 현재의 교탄고시에 해당한다.

## 역사
- 1889년 4월 1일 - 정촌제 시행에 의해 6촌의 구역을 가지고 성립하였다.
- 1927년 3월 7일 - 기타단고 지진 발생해. 가옥이 약 300채가 붕괴되는 피해를 입었다, 지진후 발생한 화재로 인해 140채가 전소되어 촌내 사망자는 97명, 중상자 120명이다.
- 1950년 4월 1일 - 구 아미노정, 하마즈메촌, 기쓰촌,시마즈촌과 합병해, 새로운 아미노정이 성립, 동일 고촌은 폐지되었다.

## 참고문헌
- 「角川日本地名大辞典」編纂委員会『角川日本地名大辞典 26 京都府』角川書店、1982年